# Elias Cobbaut
Elias Cobbaut (Mechelen, 24 november 1997) is een Belgisch voetballer die voornamelijk als verdediger speelt. Na één seizoen uitlening door RSC Anderlecht aan Parma, nam de Italiaanse tweedeklasser hem eind mei 2022 definitief over. In het seizoen 2023/24 werd hij verhuurd aan KV Mechelen. Begin september 2024 vertrok de verdediger definitief naar Sparta Praag. Cobbaut speelde in 2019 zijn enige interland voor het Belgisch voetbalelftal.

## Carrière

### Jeugd
Elias Cobbaut voetbalde zo'n tien jaar voor de jeugd van KV Mechelen alvorens de overstap te maken naar stadsgenoot en derdeklasser KRC Mechelen. Hij werd bij de jeugd omgevormd van linksvoor tot linksachter. Bij Racing Mechelen maakte hij in het seizoen 2013/14 onder coach Thierry Pister zijn debuut in het eerste elftal. De toen 16-jarige verdediger mocht in de thuiswedstrijd tegen Standaard Wetteren invallen en zag zijn team met 6–2 winnen. KRC Mechelen werd dat seizoen kampioen en steeg naar de tweede klasse.

### KV Mechelen
Nadien keerde Cobbaut terug naar eersteklasser KV Mechelen, waar hij eerst bij de beloften werd ondergebracht en vervolgens in de A-kern werd opgenomen. Op 13 augustus 2016 maakte hij onder trainer Aleksandar Janković zijn debuut in de Jupiler Pro League. Hij mocht toen in het slot van de thuiswedstrijd tegen KV Kortrijk invallen voor ploeggenoot Željko Filipović. In de rest van de reguliere competitie kreeg hij nog enkele speelkansen, waarna hij volop zijn kans kreeg in de play-offs. Cobbaut startte in play-off II in negen van de tien wedstrijden in de basis.
In het seizoen 2017/18 groeide hij uit tot een titularis. Met zijn team streed hij net als KAS Eupen een heel seizoen tegen de degradatie. Op 30 september 2017 maakte hij in de uitwedstrijd tegen Excel Moeskroen (2–2) zijn eerste en enige doelpunt voor Malinwa. Met zijn goal in de 92e minuut sleepte hij nog een punt uit de brand. Op de laatste speeldag van het seizoen werd Mechelen voorbijgestoken door Eupen, waardoor de Antwerpse club laatste werd en degradeerde.

### RSC Anderlecht
Enkele weken na de degradatie van KV Mechelen tekende Cobbaut een contract voor vijf seizoenen bij RSC Anderlecht. De Brusselaars betaalden zo'n 3 miljoen euro voor zijn transfer. Eind augustus 2021 werd hij uitgeleend voor één seizoen aan de Italiaanse tweedeklasser Parma.

### Parma
Cobbaut had de meeste minuten van alle spelers verzameld in het seizoen 2021/22. Eind mei 2022 nam de club hem definitief over door de contractuele aankoopoptie van drie miljoen euro met Anderlecht te lichten. Na een zware blessure kwam hij nog weinig aan spelen toe.

### KV Mechelen
In het seizoen 2023/24 werd Cobbaut verhuurd aan KV Mechelen.

### Sparta Praag
Op 2 september 2024 tekende Cobbaut een driejarig contract bij Sparta Praag.

## Nationale ploeg
Cobbaut debuteerde op 19 november 2019 voor de Rode Duivels in de match tegen Cyprus, dit in de laatste EK Kwalificatiewedstrijd. Elias startte als linker centrale verdediger in het basiselftal. Door de vele blessures kreeg hij zijn kans. De eindstand was 6-1.

## Interlands
| Interlands van Elias Cobbaut voor België | Interlands van Elias Cobbaut voor België | Interlands van Elias Cobbaut voor België | Interlands van Elias Cobbaut voor België | Interlands van Elias Cobbaut voor België | Interlands van Elias Cobbaut voor België |
| No.                                      | Datum                                    | Wedstrijd                                | Uitslag                                  | Soort Wedstrijd                          | Doelpunten                               |
| Als speler bij RSC Anderlecht            | Als speler bij RSC Anderlecht            | Als speler bij RSC Anderlecht            | Als speler bij RSC Anderlecht            | Als speler bij RSC Anderlecht            | Als speler bij RSC Anderlecht            |
| ---------------------------------------- | ---------------------------------------- | ---------------------------------------- | ---------------------------------------- | ---------------------------------------- | ---------------------------------------- |
| 1.                                       | 19 november 2019                         | België – Cyprus                          | 6 – 1                                    | Kwalificatie EK 2020                     | 0                                        |
| Totaal                                   | Totaal                                   | Totaal                                   | Totaal                                   | Totaal                                   | 0                                        |

Bijgewerkt t/m 21 april 2021.

## Clubstatistieken
| Seizoen     | Club            | Competitie         | Competitie | Competitie | Competitie | Beker | Beker | Beker | Internationaal | Internationaal | Internationaal | Totaal | Totaal | Totaal |
| Seizoen     | Club            | Competitie         | Wed.       | Dlp.       | Ass.       | Wed.  | Dlp.  | Ass.  | Wed.           | Dlp.           | Ass.           | Wed.   | Dlp.   | Ass.   |
| ----------- | --------------- | ------------------ | ---------- | ---------- | ---------- | ----- | ----- | ----- | -------------- | -------------- | -------------- | ------ | ------ | ------ |
| 2016/17     | KV Mechelen     | Jupiler Pro League | 17         | 0          | 0          | 0     | 0     | 0     | —              | —              | —              | 17     | 0      | 0      |
| 2017/18     | KV Mechelen     | Jupiler Pro League | 29         | 1          | 2          | 2     | 0     | 0     | —              | —              | —              | 31     | 1      | 2      |
| Club Totaal | Club Totaal     | Club Totaal        | 46         | 1          | 2          | 2     | 0     | 0     | 0              | 0              | 0              | 48     | 1      | 2      |
| 2018/19     | RSC Anderlecht  | Jupiler Pro League | 12         | 0          | 1          | 0     | 0     | 0     | —              | —              | —              | 12     | 0      | 1      |
| 2019/20     | RSC Anderlecht  | Jupiler Pro League | 24         | 0          | 1          | 2     | 0     | 0     | —              | —              | —              | 26     | 0      | 1      |
| 2020/21     | RSC Anderlecht  | Jupiler Pro League | 13         | 0          | 1          | 2     | 0     | 0     | —              | —              | —              | 15     | 0      | 1      |
| Club Totaal | Club Totaal     | Club Totaal        | 49         | 0          | 3          | 4     | 0     | 0     | 0              | 0              | 0              | 53     | 0      | 3      |
| 2021/22     | → Parma         | Serie B            | 35         | 2          | 3          | 0     | 0     | 0     | —              | —              | —              | 35     | 2      | 3      |
| 2022/23     | Parma           | Serie B            | 11         | 0          | 1          | 0     | 0     | 0     | —              | —              | —              | 11     | 0      | 1      |
| Club Totaal | Club Totaal     | Club Totaal        | 46         | 2          | 4          | 0     | 0     | 0     | 0              | 0              | 0              | 46     | 2      | 4      |
| 2023/24     | → KV Mechelen   | Jupiler Pro League | 30         | 2          | 1          | 1     | 0     | 0     | —              | —              | —              | 31     | 2      | 1      |
| Club Totaal | Club Totaal     | Club Totaal        | 76         | 3          | 3          | 3     | 0     | 0     | 0              | 0              | 0              | 79     | 3      | 3      |
| 2024/25     | AC Sparta Praag | Chance Liga        | 7          | 1          | 0          | 2     | 0     | 0     | 2              | 0              | 0              | 11     | 1      | 0      |
| Club Totaal | Club Totaal     | Club Totaal        | 7          | 1          | 0          | 2     | 0     | 0     | 2              | 0              | 0              | 11     | 1      | 0      |
| Totaal      | Totaal          | Totaal             | 178        | 6          | 11         | 8     | 0     | 0     | 2              | 0              | 0              | 189    | 6      | 10     |

Bijgewerkt t/m 26 april 2025.
Bron: nl.soccerway.com

## Erelijst
KRC Mechelen
- Kampioen in Derde Klasse (1): 2013/14

1 De Wolf ·
3 Marsà ·
4 Raemaekers ·
6 Touba ·
7 Hairemans ·
8 Konaté ·
9 Ngoy ·
10 Dahl ·
11 Storm ·
13 Vanheusden ·
14 Raman ·
15 Thoelen ·
16 Schoofs ·
17 Belghali ·
19 Mrabti ·
20 Lauberbach ·
21 Welsh ·
22 Mirás ·
23 Foulon ·
27 Vanrafelghem ·
29 Van den Eynden ·
31 Annell ·
32 Aziz ·
33 Hammar ·
35 Bafdili ·
36 Yeboah ·
38 Antonio ·
40 Van Hof ·
77 Pflücke ·
Coach: Vanderbiest
· Assistent-coach: ?